# 勝野頼彦
勝野 頼彦（かつの よりひこ、1961年 - ）は、日本の文部科学官僚。名古屋大学教授や、国立教育政策研究所次長、文部科学省科学技術・学術総括官を経て、筑波大学理事・副学長。

## 人物・経歴
長野県生まれ。1985年北海道大学法学部卒業。1986年文部省入省。群馬県教育委員会生涯学習課長、文部省初等中等教育局教科書課課長補佐、文部省初等中等教育局高等学校課課長補佐兼高校教育改革推進室長心得などを経て、2000年科学技術庁科学技術振興局研究振興課基礎研究推進企画官。2001年文部科学省研究振興局基礎基盤研究課基礎研究推進企画官。同年名古屋大学教授。
2004年文部科学省初等中等教育局視学官。2006年文部科学省研究振興局情報課長。2008年文部科学省研究振興局学術機関課長。2010年文部科学省高等教育局私学部私学行政課長。2012年国立教育政策研究所教育課程研究センター長。2014年国立教育政策研究所次長。2015年国立特別支援教育総合研究所理事。2017年文部科学省科学技術・学術政策局政策課長兼科学技術・学術総括官。2019年から筑波大学理事・副学長（財務・施設担当）を務め、筑波山地域ジオパーク推進協議会副会長なども兼任した。

## 著書
- 『高大連携とは何か : 高校教育から見た現状・課題・展望』学事出版 2004年